# NGC 4783
NGC 4783 — эллиптическая галактика в созвездии Ворон. Парна с NGC 4782 и взаимодействует с ней. В гамма-диапазоне наблюдается «мост» горячего газа, соединяющего галактики.